# Tsukasa Morimoto
Tsukasa Morimoto (森本 良 Morimoto Tsukasa?), född 24 juni 1988 i Aichi prefektur, är en japansk fotbollsspelare.
Morimoto började sin karriär 2010 i Sagan Tosu. 2011 flyttade han till Yokohama FC. 2014 blev han utlånad till SC Sagamihara. Han gick tillbaka till Yokohama FC 2015. 2016 flyttade han till Nara Club.